# Устав Строителей Соломона
Устав строителей Соломона — масонский устав, появившийся в 1960-х годах в результате исследования, проведённого Жаком Де Ла Персон, в то время председателя Комиссии по ритуалам и заместителя великого оратора Великого востока Франции. Он предложил масонам, практикующим этот устав, очень символический подход к масонству, с особым акцентом на церемониале масонских собраний. Этот устав в основном практикуется в рамках Инициатического и традиционного ордена королевского искусства (OITAR), созданного Жаком Де Ла Персон в 1974 году.

## История
Жак Де Ла Персон, вступивший в масонство в Великий восток Франции 16 декабря 1959 года, принадлежал к тому поколению масонов, которые были увлечены изучением французского устава из текстов братьев, таких как Рене Гийи. Посвящённый в ложе «Les Inséparables du Progrès», Де Ла Персон был избран досточтимым мастером ложи в 1964 году. Став великим оратором и президентом Комиссии ритуалов Великого востока Франции, он был назначен для выполнения своего проекта по развитию нового ритуала. Он получил патент на создание ложи «Les Hommes», которая в экспериментальной форме практиковала новые ритуалы, а именно, первые три степени того, что станет потом Уставом строителей Соломона. Ложа «Les Hommes» была создана 7 февраля 1972 года, и она до сих пор практикует этот ритуал.
Впоследствии, желая иметь возможность продолжить опыт создания оригинального устава в XX веке, в более свободной обстановке, и стремясь открыть его для смешанного членства, он создал Инициатический и традиционный орден королевского искусства. В январе 1974 года новый орден отделился от ВВФ и сформировал независимую структуру. Первая ложа, созданная в этой новой структуре, «Les Fondateurs», становится ложей номер один.
В течение почти десяти лет за развитием устава следили несколько братьев и сестёр, которые в основном были из ВВФ, но также и из Ордена Право человека. Жак Де Ла Персон работал над разработкой ритуала, как на уровне ритуальных записных книжек (церемонии разных степеней и т. д.), так и на уровне указанных книг: функционирования, фиксации использования и инструкций ордена и его лож. В начале 1980-х годов в рамках исследовательской и учебной ложи продолжился проект по совершенствованию устава, в ходе чего возникла ложа «Гермес». В ней, в частности, прорабатывался вопрос экспериментов с новой символической структурой и, в частности, с другим орденом масонских степеней. Цель, заявленная Де Ла Персоном, состоит в том, чтобы сделать вторую степень символического масонства (из первых трёх степеней) символическим стержнем устава.

## Градусы устава
Устав строителей Соломона разделён на девять степеней и три ордена.
Орден строителей храма (Первый орден — символический, состоящий из пяти степеней)
- Ученик
- Подмастерье
- Мастер
- Тайный мастер
- Мастер-масон марки, или Марк-мастер

Орден рыцарей храма Соломона (Второй орден — рыцарский, состоящий из двух степеней)
- Рыцарь королевской арки
- Рыцарь розенкрейцер

Внутренний орден Святого храма (Третий орден — жреческий, состоящий из двух степеней)
- Проводник Света
- Мастер неизрекаемого имени

Первые три степени: ученик, подмастерье, мастер, согласно масонской традиции, управляются независимо от следующих степеней, известных как «Совершенствование» (от четвёртой степени). Первыми тремя степенями управляет великий мастер, с советом великих территориальных мастеров. Так называемые степени «Совершенствования» регулируются Верховным универсальным советом устава.